# Kim Cho-hi
Kim Cho-hi (koreanisch 김초희; * 7. September 1996 in Uiseong) ist eine südkoreanische Curlerin. Derzeit spielt sie als Ersatzspielerin im südkoreanischen Frauennationalteam um Skip Kim Eun-jung.

## Karriere
Kim spielte erstmals international als Ersatzspielerin der südkoreanischen Mannschaft bei der Pazifik-Asienmeisterschaft 2016 und gewann dort durch einen Sieg gegen China (Skip: Wang Bingyu) die Goldmedaille. Diesen Erfolg konnte sie bei der Pazifik-Asienmeisterschaft 2017 durch einen Sieg gegen Japan (Skip: Satsuki Fujisawa) wiederholen, wo sie als Ersatzspielerin auch mehrfach zum Einsatz kam. 
Auf dieser Position nahm Kim auch an den Olympischen Winterspielen 2018 im Heimatland teil. Unter Skip Kim Eun-jung schlossen die Südkoreanerinnen nach acht Siegen und einer Niederlage die Vorrunde auf Platz 1 ab; Kim kam dabei in drei Spielen zum Einsatz. Im Halbfinale besiegte die Mannschaft Japan mit Satsuki Fujisawa. Im Finale unterlag sie Schweden mit Skip Anna Hasselborg und gewann die Silbermedaille. Bei der Weltmeisterschaft 2018 kam sie als Ersatzspielerin mit dem koreanischen Team in die Playoffs, verlor aber das Qualifikationsspiel gegen die USA (Skip: Jamie Sinclair) und wurde in der Endwertung Fünfte.